# Révolte du Banat
Longue Guerre-Guerres serbo-turques
La révolte serbe du Banat, en 1594, fut une des trois révoltes les plus importantes de l'histoire de la Serbie et la plus importante avant la première révolte serbe contre les Turcs conduite par Karageorges.
À la fin du XVIe siècle, la région du Banat, occupée par les Ottomans, faisait partie de l'eyalet de Temeşvar. En 1594, les Serbes se soulevèrent contre la domination turque. Le centre de la rébellion était la région de Vršac. Les insurgés avaient comme chef l'évêque Teodor Nestorović, ainsi que Sava ban et le voïvode Velja Mironić. 
Les rebelles serbes réussirent d'abord à s'emparer de plusieurs villes du Banat, dont Vršac, Bečkerek et Lipova, ainsi que de Titel et de Bečej, situées dans la  région de la Bačka. L'importance de cette révolte est illustrée par les vers d'une chanson nationale serbe : "Sva se butum zemlja pobunila,/ Šest stotina podiglo se sela,/ Svak na cara pušku podigao!" ("Le pays tout entier s'est révolté,/six cents villages se sont soulevés,/Chacun pointait son arme en direction de l'empereur"). 
Les rebelles portaient des drapeaux à l'effigie de Saint Sava, le patron de la Serbie, ce qui donnait à leur combat l'allure d'une guerre sainte. En réponse, Sinan Paşa qui dirigeait l'armée ottomane fit venir de Damas le drapeau vert de Mahomet. Pour impressionner la population, le pacha de Belgrade ordonna que l’on fît venir les reliques de Saint Sava qui reposaient au monastère de Mileševa ; le 24 avril 1594, elles furent brûlées en public sur le plateau de Vračar (aujourd’hui un quartier de Belgrade). À l’emplacement de ce bûcher s’élève l’actuelle église Saint-Sava de Belgrade. 

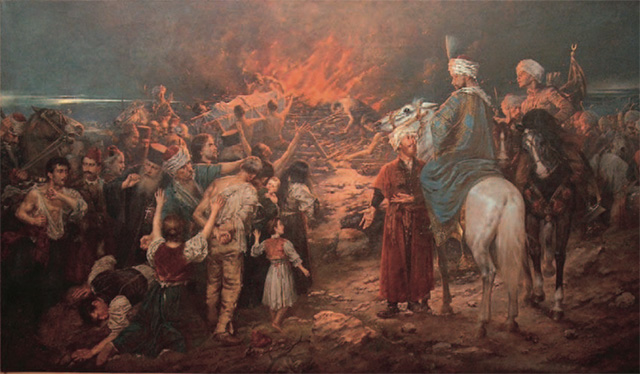
La Destruction des reliques de saint Sava par Stevan Aleksić (1912)

Finalement, la révolte fut écrasée et la plupart des Serbes de la région, craignant les représailles ottomanes, se réfugièrent en Transylvanie. Cependant les autorités turques, qui avaient besoin de bras pour cultiver les terres fertiles du Banat, promirent l'amnistie à tous ceux qui rentreraient chez eux. La population revint et les Turcs lui accordèrent leur pardon, à l'exception de l'évêque Teodor Nestorović, qui fut écorché vif.